# Marianne Strauß-Ellenbogen
Marianne Strauß-Ellenbogen (geboren am 7. Juni 1923 in Essen; gestorben am 22. Dezember 1996 in Liverpool) war eine deutsche Jüdin, die sich von 1943 bis 1945 in Deutschland im Untergrund verstecken musste. Judenhelfer vom Bund – Gemeinschaft für sozialistisches Leben halfen ihr zu überleben. Nach dem Zweiten Weltkrieg emigrierte sie nach Großbritannien. Sie hinterließ eine umfangreiche Sammlung persönlicher Briefe und Dokumente, die diese Verfolgungszeit belegen. Marianne Strauß unterhielt eine Korrespondenz mit ihrem damaligen Freund Ernst Krombach, nachdem er in das Ghetto Izbica deportiert wurde. Hierdurch sind detaillierte Einzelheiten über die dort herrschenden Zustände überliefert.    

## Familie
Marianne Strauß war die einzige Tochter von Siegfried Strauß und Regina (auch Ine genannt) Rosenberg. Sie hatte noch einen Bruder namens Richard. Ihr Vater betrieb mit seinem Bruder Richard in Essen die Getreide- und Rinderfuttermittelfirma Strauß OHG. Ihr Großvater Leopold Strauß war Lehrer und Rektor der Jüdischen Schule Dinslaken sowie Kantor der dortigen jüdischen Gemeinde. Ihre Eltern und ihr Bruder wurden deportiert und im Konzentrationslager Auschwitz-Birkenau ermordet. Ihre gleichfalls deportierte Großmutter Anna Rosenberg, geborene Weyl starb im Ghetto Theresienstadt. 

## Leben
Marianne Strauß musste sich ab August 1943 im Untergrund verstecken. Hilfe erhielt sie vom Bund – Gemeinschaft für sozialistisches Leben. Immer wieder, über 30- bis 50-mal wechselte sie die Wohnung. Mitglieder des Bundes versteckten sie in Essen, Braunschweig, Göttingen, Remscheid, Mülheim und Burscheid. Unter ihren Helfern waren aber auch solche, die keinen Kontakt zum Bund hatten. 
Nach dem Krieg heiratete sie am 29. Dezember 1946 in London den englischen Offizier Basil Ellenbogen. Er war ein orthodoxer Jude. Nach seiner Militärzeit nahm er ein Studium der Medizin auf und wurde Arzt. Das Ehepaar bekam zwei Kinder.
1984 veröffentlichte sie in Essen einen kleinen Aufsatz über ihre Erlebnisse im Untergrund. Das Ruhrland Museum in Essen regte 1989 den britischen Historiker Mark Roseman zu Forschungen über Marianne Strauß-Ellenbogen an. Im Jahr 2000 publizierte er ein Buch über sie und machte sie dadurch international bekannt.

## Gerechte unter den Völkern
Einige Bund-Mitglieder wurden wegen ihrer Hilfe an Marianne Strauss-Ellenbogen am 15. September 2005 von der israelischen Gedenkstätte Yad Vashem in der Botschaft des Staates Israel in Berlin als Gerechte unter den Völkern ausgezeichnet. Bei den anderen Mitgliedern handelte es sich um Fritz und Maria Briel, Emilie Busch, Hanni Ganzer, Hedwig Gehrke, Meta Kamp-Steinmann, Karin Morgenstern, Änne Schmitz und Grete Strüter.

## Werke
- Flucht und illegales Leben während der Nazi-Verfolgungsjahre 1943–45. In: Das Münster am Hellweg 37, Essen 1984, S. 134–142.